# Alessia Polieri
Alessia Polieri (ur. 21 października 1994 w Castel San Pietro Terme) – włoska pływaczka, specjalizująca się głównie w stylu motylkowym i zmiennym.
Wicemistrzyni Europy na krótkim basenie z Eindhoven na 200 m stylem motylkowym. Brązowa medalistka mistrzostw Europy juniorów z Helsinek na 400 m stylem zmiennym. 2-krotna wicemistrzyni świata juniorów z Limy na 200 m delfinem i 400 m stylem zmiennym.